# Modron Corona
Modron Corona is een corona op de planeet Venus. Modron Corona werd in 2003 genoemd naar Modron, Welshe moedergodin.
De corona heeft een diameter van 50 kilometer en bevindt zich tussen de inslagkraters Noreen en Edgeworth in het quadrangle Bereghinya Planitia (V-8).